# White Lake (Dakota du Sud)
Pour les articles homonymes, voir White Lake.
White Lake est une municipalité américaine située dans le comté d'Aurora, dans l'État du Dakota du Sud. Selon le recensement de 2010, elle compte 372 habitants. La municipalité s'étend sur 0,43 milles carrés (1,11 km2).
D'abord appelée Windsor et Yorktown, la ville adopte son nom actuel en 1882, en référence à un lac à proximité.

## Démographie
| 1890 | 1900 | 1910 | 1920 | 1930 | 1940 |
| ---- | ---- | ---- | ---- | ---- | ---- |
| 366  | 264  | 507  | 610  | 530  | 496  |

| 1950 | 1960 | 1970 | 1980 | 1990 | 2000 |
| ---- | ---- | ---- | ---- | ---- | ---- |
| 395  | 397  | 395  | 414  | 419  | 405  |

| 2010 | - | - | - | - | - |
| ---- | - | - | - | - | - |
| 372  | - | - | - | - | - |